# Bomba centrífuga

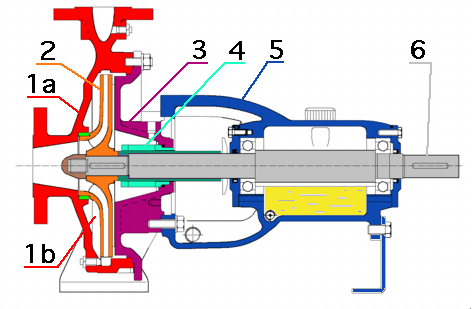
Corte esquemático de una bomba centrífuga: 1a carcasa o cuerpo de la bomba, 1b cámara de la bomba, 2 rodete o impulsor, 3 cajera del cierre del eje, 4 camisa del cierre del eje, 5 soporte y carcasa de rodamientos, 6 eje.

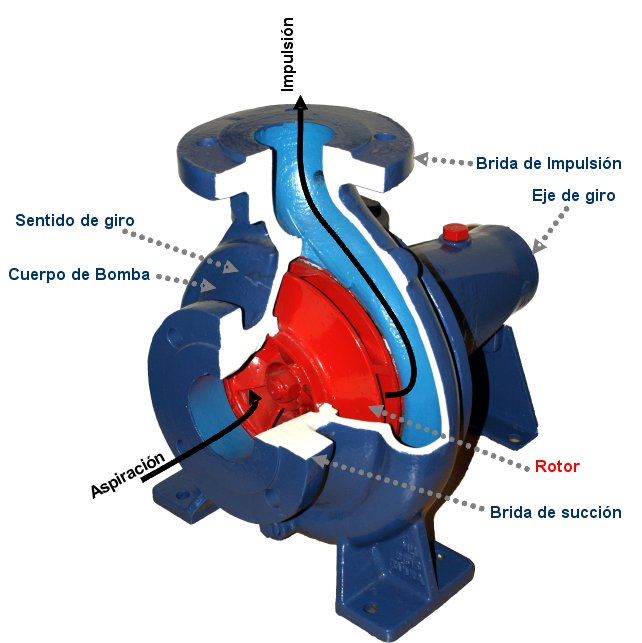
Partes de una bomba Centrífuga.

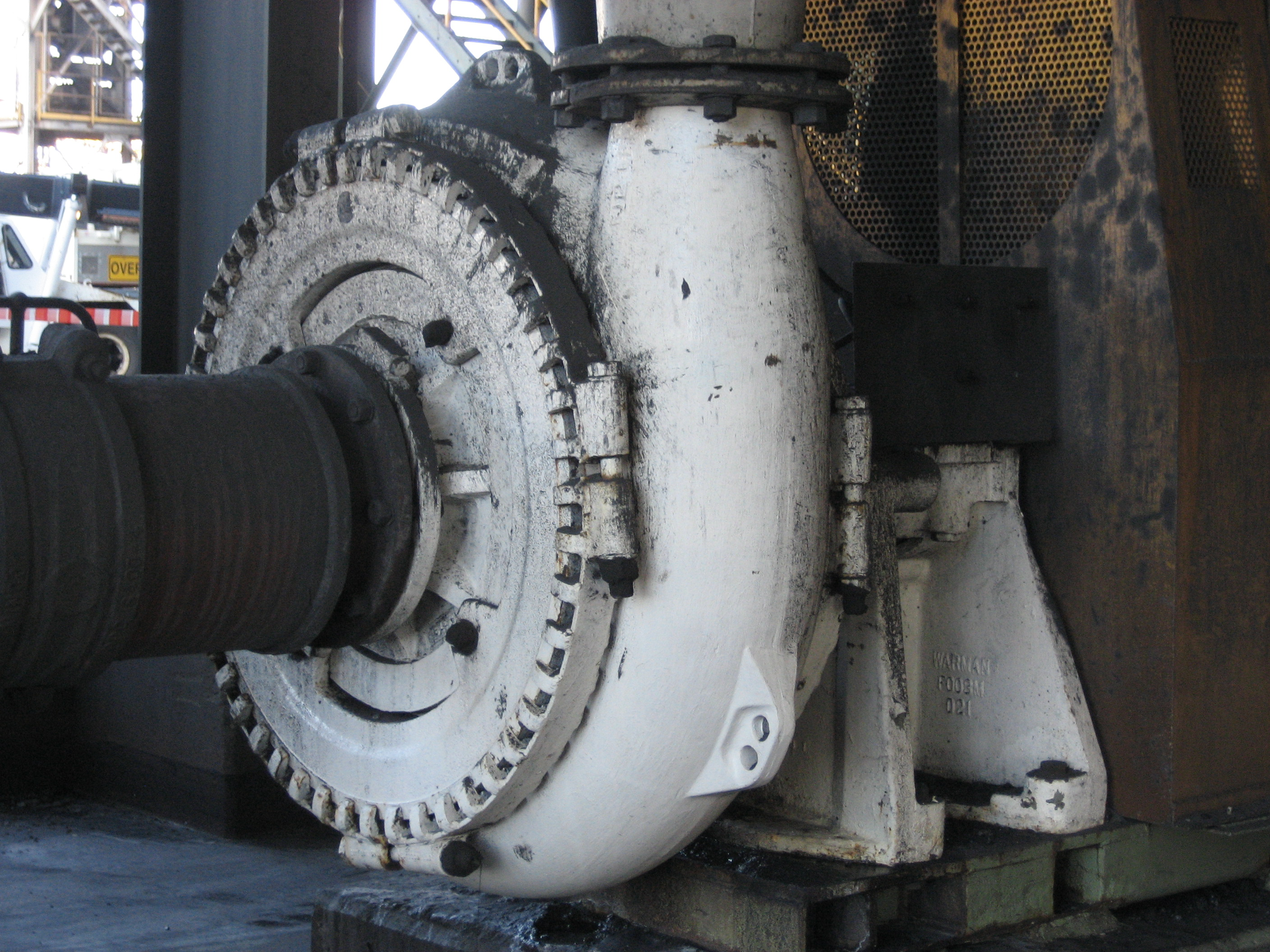
Bomba centrífuga Warman en una planta de procesado de carbón.

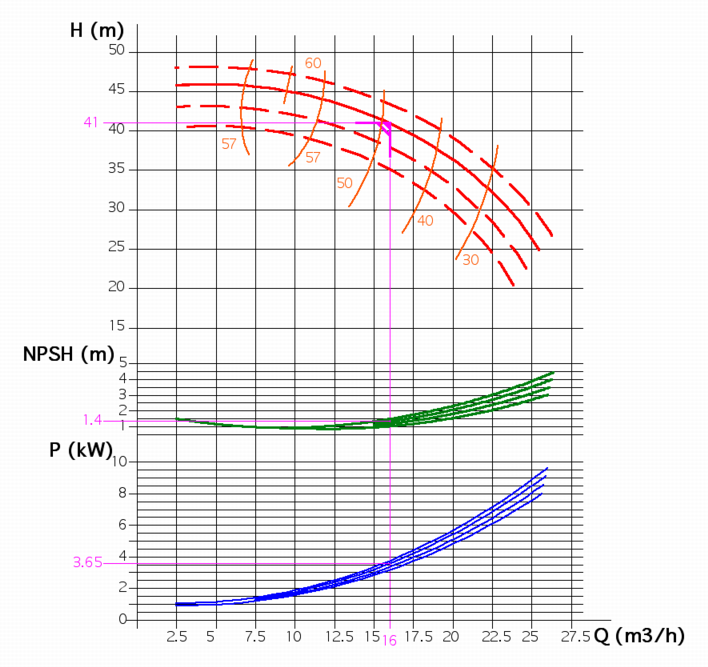
Nomograma característico de una bomba centrífuga.

La bomba centrífuga es actualmente la máquina más utilizada para bombear fluidos incompresibles (líquidos). Las bombas centrífugas son siempre rotativas y son un tipo de bomba hidráulica rotodinámica que transforma la energía mecánica de un impulsor en energía cinética o de presión de un fluido incompresible. El fluido entra por el centro del rodete o impulsor, que dispone de unos álabes para conducir el fluido, y por efecto de la fuerza centrífuga es impulsado hacia el exterior, donde es recogido por la carcasa (voluta) o cuerpo de la bomba. Debido a la geometría del cuerpo, el fluido es conducido hacia las tuberías de salida o hacia el siguiente impulsor. Son máquinas basadas en la Ecuación de Euler.
Las Bombas Centrífugas se pueden clasificar de diferentes maneras:
• Por la posición del eje de rotación o flecha en: horizontales, verticales e inclinados.
• Por el diseño de la coraza (forma) en: voluta y las de turbina.
• Por el diseño de la mecánico coraza en: axialmente bipartidas y las radialmente bipartidas.
• Por la forma de succión en: sencilla y doble.
Aunque la fuerza centrífuga producida depende tanto de la velocidad en la periferia del impulsor como de la densidad del líquido, la energía que se aplica por unidad de masa del líquido es independiente de la densidad del líquido. Por tanto, en una bomba dada que funcione a cierta velocidad y que maneje un volumen definido de líquido, la energía que se aplica y transfiere al líquido, (en pascales, Pa, metros de columna de agua m.c.a. o o pie-lb/lb de líquido) es la misma para cualquier líquido sin que importe su densidad. Tradicionalmente la presión proporcionada por la bomba en metros de columna de agua o pie-lb/lb se expresa en metros o en pies y por ello que se denomina genéricamente como "altura", y aún más, porque las primeras bombas se dedicaban a subir agua de los pozos desde una cierta profundidad (o altura).
Las bombas centrífugas tienen un uso muy extendido en la industria ya que son adecuadas casi para cualquier uso. Las más comunes son las que están construidas bajo normativa DIN 24255 (en formas e hidráulica) con un único impulsor, que abarcan capacidades hasta los 500 m³/h y alturas manométricas hasta los 100 metros con motores eléctricos de velocidad normalizada. Estas bombas se suelen montar horizontales, pero también pueden estar verticales y para alcanzar mayores alturas se fabrican disponiendo varios impulsores sucesivos en un mismo cuerpo de bomba. De esta forma se acumulan las presiones parciales que ofrecen cada uno de ellos. En este caso se habla de bomba multifásica o multietapa, pudiéndose lograr de este modo alturas del orden de los 1200 metros para sistemas de alimentación de calderas.
Constituyen no menos del 80% de la producción mundial de bombas, porque es más adecuada para mover más cantidad de líquido que la bomba de desplazamiento positivo.
No hay válvulas en las bombas de tipo centrífugo; el flujo es uniforme y libre de impulsos de baja frecuencia.
Los impulsores convencionales de bombas centrífugas se limitan a velocidades en el orden de 60 m/s (200 pie/s).

## Principio de Funcionamiento
Las bombas centrífugas son máquinas denominadas "receptoras" o "generadoras" que se emplean para hacer circular un fluido en contra de un gradiente de presión. Para que un fluido fluya desde donde hay mayor presión hasta donde hay menos presión no se necesita ningún gasto de energía (Por ejemplo: un globo desinflándose, o un líquido desplazándose desde donde la energía potencial es mayor hasta donde es menor) pero, para realizar el movimiento inverso, es necesaria una bomba, la cual le comunica al fluido energía, sea de presión, potencial o ambas. Para esto, necesariamente se tiene que absorber energía de alguna máquina motriz, ya sea un motor eléctrico, uno de combustión interna, o una turbina de vapor o gas, etc.
No obstante, decir que una bomba "genera presión" es una idea errónea aunque ampliamente difundida. Las bombas están capacitadas para vencer la presión que el fluido encuentra en la descarga impuesta por el circuito. Piénsese en un compresor de llenado de botellones de aire comprimido para arranque de motores navales: El botellón en un principio está a presión atmosférica, y por ende la presión que debe vencer el compresor es sólo la representada por las caídas de presión en la línea, el filtro, los codos y las válvulas. No obstante, a medida que el botellón de aire comprimido se va llenando, es necesario también vencer la presión del aire que se fue acumulando en el mismo. Un ejemplo más cotidiano es el llenado de un globo o de un neumático.

Como anteriormente se ha mencionado, las bombas centrífugas están dotadas principalmente de un elemento móvil: el rotor, rodete, o impulsor. Es el elemento que transfiere la energía que proporciona el motor de accionamiento al fluido. Esto sólo se puede lograr por un intercambio de energía mecánica y, en consecuencia, el fluido aumenta su energía cinética y por ende su velocidad. Además, por el hecho de ser un elemento centrífugo, aparece un aumento de presión por el centrifugado que se lleva a cabo al circular el fluido desde el centro hasta la periferia. Una partícula que ingresa y toma contacto con las paletas en 1 comenzará a desplazarse, idealmente, contorneando la paleta (En realidad, esto sería estrictamente cierto si hubiera un número muy alto de paletas, más adelante se detalla que sucede cuando hay pocas) Como al mismo tiempo que se va separando del eje el impulsor rota, la partícula a cada instante aumenta su radio y se mueve en el sentido de la rotación (Antihorario en el ejemplo), por lo que su trayectoria, vista desde el exterior, resultará una espiral como la ilustrada en punteado, y saldrá luego por 2. 

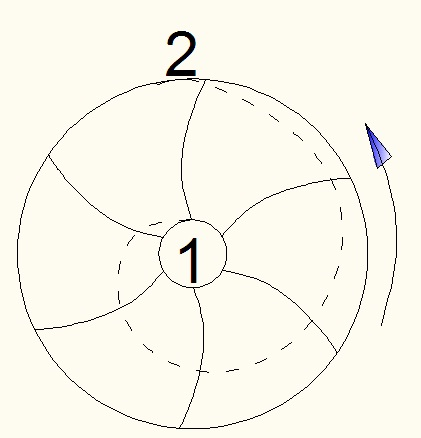
Desplazamiento de una partícula al ingresar por el centro del impulsor de una bomba centrífuga

Si se observase todo este proceso acompañando el movimiento de la paleta, se notaría que la partícula todo lo que hace es realizar un trayecto coincidente con el perfil de la paleta. Esto implica que para medir el movimiento del fluido se tendrán velocidades medidas desde el rotor, es decir, velocidades relativas, y aquellas medidas desde un punto fijo, es decir, velocidades absolutas. La relación entre ambas es la denominada "Velocidad de arrastre", que es la del móvil (También "periférica")
La notación más extendida es la siguiente:
Velocidad absoluta: C
Velocidad relativa: w
Velocidad de arrastre: u
Como se requieren referencias angulares, se estableció la siguiente convención:
α: ángulo entre la velocidad absoluta C y la dirección de u
β: ángulo entre la velocidad relativa w y la dirección de u
En lo que al funcionamiento respecto, el fluido ha ganado energía cinética en el rotor, absorbiendo energía del motor propulsor, y además ha ganado en energía de presión por el efecto de centrifugado.
El exceso de energía cinética a la salida del impulsor (algo de energía cinética se requiere para que el fluido salga de la máquina y circule) conviene convertirlo en energía de presión. Para esto se utiliza la zona fija que sigue a la móvil. En el estátor, carcasa o cuerpo (de la bomba o del compresor)hay una parte diseñada para trabajar como difusor, es decir, convertir energía cinética en presión. Esto se logra diseñando un sector divergente. Por la presencia de esta porción de área creciente, la velocidad necesariamente debe disminuir para que se cumpla la ecuación de continuidad o de conservación del caudal. Y si se analiza con la ecuación de Bernoulli, como las variaciones de energía potencial son nulas o casi nulas, las disminución de energía cinética se transforma necesariamente en un aumento de presión.
En la mayoría de las bombas, la zona divergente se ubica antes de la boca de salida, y consiste en un tramo troncocónico divergente (a), lo cual constituye una solución económica y bastante eficiente. Cuando se requiere acentuar la reconversión de energía cinética en presión, puede haber una corona de paletas difusoras, como se muestra en (b). Esta solución se ve en los turbocompresores centrífugos, y también en algunas bombas.

## Circulación del fluido (A la entrada y a la salida)
Dado que el fluido ingresa de forma sensiblemente paralela al eje del rotor, necesariamente choca contra el plato que soporta las paletas, para circular en un plano normal al eje. El comportamiento es similar al de un chorro de agua proyectado contra una pared, tiende a desparramarse en dirección aproximadamente radial. En consecuencia, la componente de velocidad absoluta a la entrada tendrá dirección radial. 

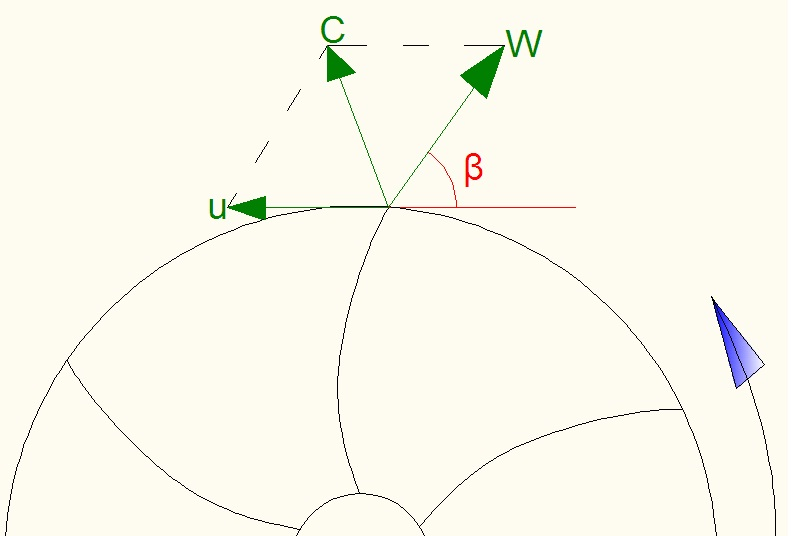
Componente vectorial de las fuerzas que rigen una partícula al salir del impulsor de una bomba centrífuga

Como el impulsor está rotando, hay una componente de velocidad de arrastre "u" (u = w. r) y en consecuencia la partícula de fluido ingresa al impulsor con una cierta inclinación β, y una velocidad relativa w, tal que se cumpla w + u = C con lo cual la configuración es como la ilustrada. Para evitar choques entre las paletas y el flujo, que generarían remolinos y pérdida de rendimiento, es deseable que el ángulo β de las paletas coincida con el ángulo β del flujo, y esto explica que las paletas invariablemente en las máquinas de buena calidad estén siempre inclinadas hacia atrás en la entrada.
La cuestión de cómo conviene que estén orientadas a la salida del impulsor las paletas, tiene una solución al interpretar las fuerzas resultantes que se notan al comparar los diagramas de velocidad respectivos de dos casos extremos: Paletas inclinadas hacia atrás (β < 90°) y hacia adelante (β > 90°)

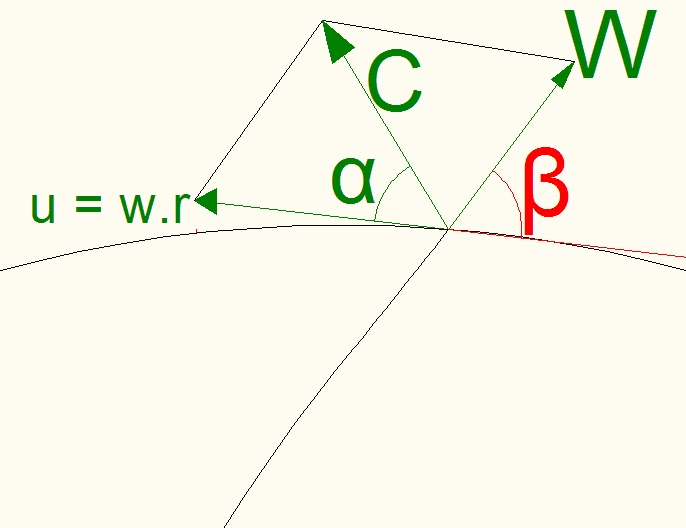
Resultante vectorial C de dos fuerzas actuantes en la periferia de un impulsor de bomba centrífuga (En el caso (β < 90°)

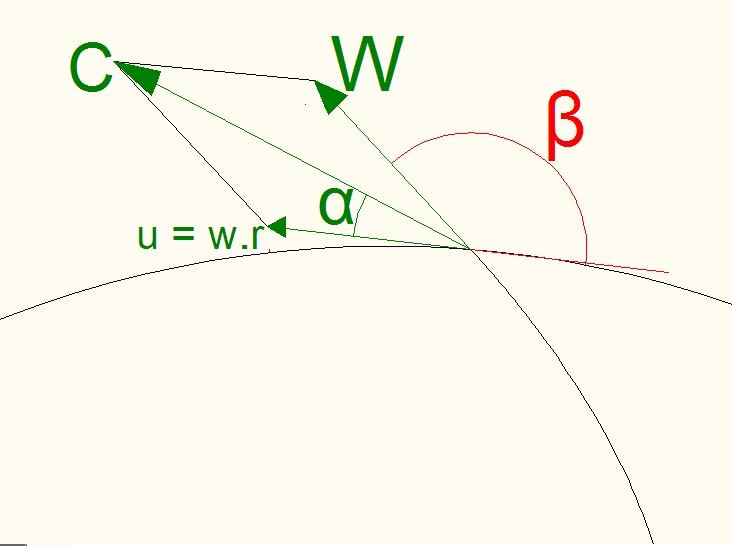
Fuerza C resultante de un diagrama de fuerzas actuantes a la salida de un impulsor cuyas paletas están inclinadas hacia adelante (β > 90°)

Se demuestra, entonces, que en el caso del impulsor cuyas paletas están inclinadas hacia atrás los vectores "u" y "w" poseen un ángulo obtuso entre ellos, por lo cual el vector resultante C resulta menor que en el otro caso. Esto significa que si se quiere convertir un excedente de energía cinética en presión, en el caso del impulsor cuyas paletas están inclinadas hacia adelante (β > 90°) el difusor deberá ser más complejo y por ende más costoso, dado que se debe controlar y "frenar" el fluido mucho más que en el otro caso.